# Kropîvnea, Ivankiv
Kropîvnea (în ucraineană Кропивня) este localitatea de reședință a comunei Kropîvnea din raionul Ivankiv, regiunea Kiev, Ucraina.

## Demografie
Componența lingvistică a localității Kropîvnea
     Ucraineană (97,66%)
     Rusă (1,46%)
     Alte limbi (0,87%)
Conform recensământului din 2001, majoritatea populației localității Kropîvnea era vorbitoare de ucraineană (97,66%), existând în minoritate și vorbitori de rusă (1,46%).